# Allium bourgeaui
Allium bourgeaui — вид трав'янистих рослин родини амарилісові (Amaryllidaceae), поширений у південно-східній Греції й південно-західній Туреччині.

## Поширення
Поширений у південно-східній Греції й південно-західній Туреччині.
Allium bourgeaui subsp. bourgeaui росте на вапнякових скелях і скелястих схилах на висоті 50–800 м; subsp. cycladium росте на скелястих схилах, у кущах та на скелях на висоті 3–250 м; subsp. creticum росте на вапнякових скелях висотою до 250 м. Трапляється також на стабілізованих дюнах та в піщаних місцях

## Загрози
Потрібні подальші дослідження для виявлення основних загроз цьому виду. Однак вважається, що надмірне збирання цибулин, урбанізація та розвиток туризму додають тиску на населення; на Криті це вважається загрозою.